# Fronda (rapper)
Hans Sebastian Pasquale Fronda, noto semplicemente come Fronda (Västerås, 3 novembre 1981), è un rapper svedese.

## Biografia
Etiketten är musik (2006), quinto album in studio, è stato il suo primo LP a entrare la Sverigetopplistan, entrandola al 45º posto. Fridlysta frekvenser (2007) ha conseguito risultati migliori, facendo l'ingresso alla 41ª posizione.
Ha in seguito inciso Rullar fram, certificato disco di platino dalla IFPI Sverige per le 80 000 unità vendute e fermatosi al 18º posto della hit parade svedese. Gå härifrån e Ingen mår så bra som jag sono entrambi entrati nella top ten nazionale.

## Discografia

### Album in studio
- 2003 – Fortfarande underjord
- 2004 – Då Fronda fortfarande var underjord
- 2004 – En armé på två ben
- 2005 – Livet genom en pansarvagnspipa
- 2006 – Etiketten är musik
- 2007 – Fridlysta frekvenser
- 2008 – Generation Robot
- 2010 – Svart poesi
- 2015 – Vintervägen
- 2016 – Den ofärdiga svanen
- 2017 – Ur en enda strupe kommer sanningen om alla
- 2018 – Kom, såg, segrade (con Fredric)
- 2018 – Tolv månader
- 2024 – Origami (con Magnus Rytterstam)

### EP
- 2009 – Hypernova
- 2013 – Tuggummi
- 2014 – Väderkvarnsjättar
- 2017 – 811103
- 2017 – Sol, rim & lite house (con Fredric)
- 2018 – Svart & vitt (con Fredric)
- 2019 – Bubbelgum
- 2020 – 2020
- 2023 – Déjà vu (con Ninjaneers)

### Singoli
- 2004 – Mitt rop på hjälp
- 2006 – Gå härifrån
- 2007 – Vad händer?
- 2007 – En stor stark
- 2007 – Visionens man
- 2008 – Ingen mår så bra som jag
- 2010 – Underbar
- 2013 – Blomma
- 2014 – Två
- 2014 – Oslagbara
- 2014 – Prata mindre säg mer
- 2014 – Jag såg ett lejon där (con Ninjaneers)
- 2015 – Ja du fattar
- 2015 – Flyga högt
- 2015 – Ett brev till mig själv
- 2016 – Ända tills hjärtat slutar slå
- 2016 – Zombiedans
- 2016 – Anarki på golvet
- 2016 – Fredag
- 2016 – Entreprenör (con Byz)
- 2016 – Fråga din baba (con Fredric)
- 2017 – Medvetenhetsström (feat. Patrull)
- 2017 – Dina nyheter
- 2017 – Hoppa (con Fredric feat. Magnus Rytterstam)
- 2017 – Mental jätte
- 2017 – Riv hela skiten (con Fredric)
- 2017 – Alla älskar en idiot
- 2017 – BDG (con Block 44)
- 2018 – I staden där vi bor
- 2018 – Du har mail
- 2018 – Rovfågel bland fredsduvor (con Fredric)
- 2018 – Gangster (con Fredric)
- 2018 – Fjäril
- 2018 – Djungelns väg
- 2018 – Vinnare
- 2018 – I det tysta
- 2018 – Inte rädd längre (con Fredric feat. Sofie Svensson)
- 2018 – Ba kör (con Fredric)
- 2018 – Karaokebaren (con Ninjaneers e Shazaam)
- 2018 – För coola för skolan
- 2018 – En helt vanlig sommardag
- 2018 – Se mig (con Fredric)
- 2018 – Drömministeriet
- 2018 – Även solen har fläckar (con Fredric)
- 2018 – Gåta
- 2018 – Stänga av (con Fredric)
- 2018 – Till solen går upp
- 2018 – Alltid på topp (con Fredric)
- 2018 – Inte sant
- 2018 – Som en chef (con Fredric)
- 2018 – Frihet (con Vitt Brus)
- 2019 – Världsmästare
- 2019 – Glada minnen
- 2019 – Jag ser
- 2019 – Fulfylla
- 2019 – Blåval
- 2019 – Pluto
- 2019 – Ägg och ris
- 2020 – Matrix (con Fredric)
- 2020 – Nouveau riche
- 2020 – Menace 2 Society
- 2020 – Terminator (con Fredric)
- 2020 – Jumanji (con Fredric)
- 2020 – Överblivna
- 2020 – Hollywood (con Fredric)
- 2020 – Återvänder hem
- 2020 – Michelangelo
- 2020 – Joker (con Fredric)
- 2021 – Promenad
- 2021 – En begravning
- 2022 – Ingenting att förlora (con Magnus Rytterstam)
- 2022 – Före & efter
- 2022 – Ett café (con Shazaam)
- 2023 – Allt eller ingenting (con Fredric)
- 2023 – Hangry (con Ninjaneers)
- 2023 – Parkbänk
- 2023 – Vuxenmiddag (con Ninjaneers)
- 2023 – Aperol i min bål (con Magnus Rytterstam)
- 2023 – I staden där jag bor
- 2023 – Väntar där himlen föll ned (con Ninjaneers e Magnus Rytterstam)
- 2023 – Second Hand (con Vitt Brus)
- 2023 – Gympasalen (con Magnus Rytterstam e Vitt Brus)
- 2023 – Jäger & vinäger (con Magnus Rytterstam)
- 2023 – Bad (con Magnus Rytterstam)
- 2023 – Språkpolisen (con Magnus Rytterstam)
- 2023 – Firmafest (con Magnus Rytterstam)
- 2024 – Skidsemester (con Magnus Rytterstam)
- 2024 – Bollen är rund (con Magnus Rytterstam)
- 2024 – Fem andetag
- 2024 – Köra bil (con Magnus Rytterstam)
- 2024 – Gravid (con Magnus Rytterstam)
- 2024 – Klart vi vinner
- 2024 – Fika
- 2024 – Ski Jump (con Shazaam)
- 2024 – Sommar 2.0 (con Magnus Rytterstam e Ninjaneers feat. Fredric)
- 2024 – Ett almedalstal
- 2024 – Pengar, para, bacon, cash (con Ninjaneers e Magnus Rytterstam)
- 2024 – Miljonär (con Magnus Rytterstam)
- 2024 – Lönlife